# Terry McDaniel
Terence Lee McDaniel (Mansfield, 8 febbraio 1965) è un ex giocatore di football americano statunitense che ha giocato nel ruolo di cornerback nella National Football League. Al college giocò a football a Tennessee.

## Carriera professionistica
McDaniel fu scelto come ottavo assoluto nel Draft NFL 1988 dai Los Angeles Raiders. Dopo avere perso la maggior parte della sua stagione da rookie per una frattura alla gamba, tra il 1992 e il 1996 fu convocato per cinque Pro Bowl consecutivi. I suoi 34 intercetti sono il terzo massimo della storia dei Raiders e i 5 intercetti ritornati in touchdown sono un record di franchigia. Passò l'ultima stagione in carriera coi Seattle Seahawks nel 1998 facendo registrare un intercetto.

## Palmarès
- Convocazioni al Pro Bowl: 5

1992, 1993, 1994, 1995, 1996
- All-Pro: 4

1992, 1993, 1994, 1995

## Statistiche
| Intercetti | 35 |